# Giacinto Carena

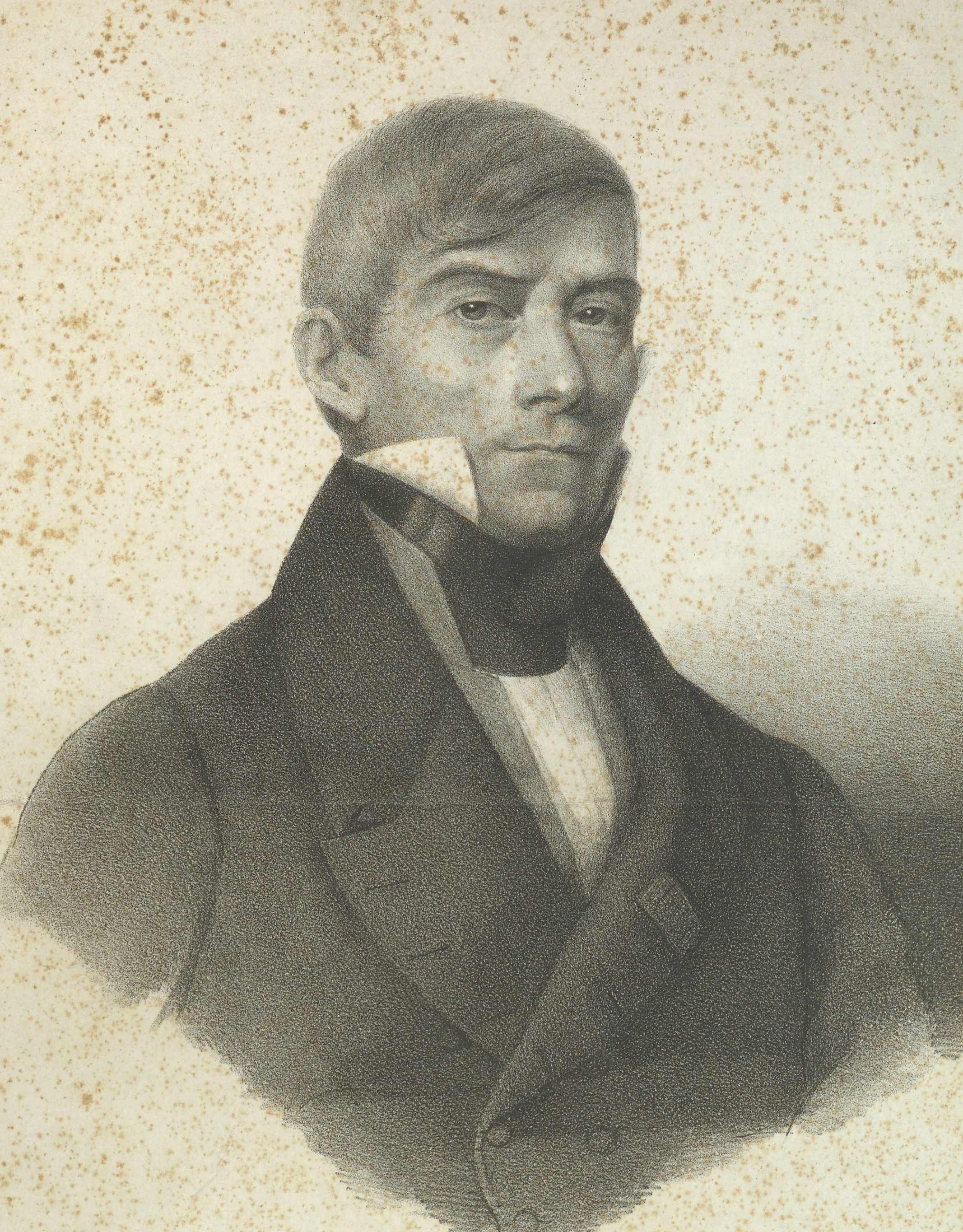
Ritratto di Giacinto Carena, 1841

Giacinto Carena di Lanerio (Carmagnola, 25 aprile 1778 – Torino, 8 marzo 1859) è stato un naturalista e linguista italiano.

## Biografia
Giacinto Carena di Lanerio, di antica famiglia insignita del titolo di Nobile del Sacro Romano Impero, nasce a Carmagnola (Torino) il 25 aprile 1778 e completa gli studi elementari e superiori nel paese natale.
Nel 1805 discute, presso l'Università di Torino, la tesi De animalium et plantarum analogia, e l'anno successivo ottiene il ruolo di docente di fisica presso la medesima università e presso la Real Accademia, fino al 1813. Nel 1805 viene eletto socio corrispondente della R. Accademia delle Scienze (classe di scienze fisiche) e il 31 maggio 1816 socio nazionale. Nell'Accademia delle Scienze di Torino ricoprirà dal 1811 alla morte il ruolo di segretario della classe di scienze fisiche (prima come segretario aggiunto e poi dal 1825 come segretario effettivo). Negli stessi anni viene nominato socio della Società d'Agraria.
La grave situazione in cui versa lo Stambecco sulle Alpi (Capra ibex), divenuto così raro da farlo ritenere prossimo all'estinzione, lo porta nel 1821 ad interessarsene insieme a Franco Andrea Bonelli, insigne zoologo torinese, affinché ne venga vietata la caccia.
Nella sua Monographia sul genere Hirudo, descrive la specie H. paludosa, ora nota come Batracobdella paludosa (Carena, 1824) (synonimo: Glossiphonia paludosa).
Negli anni trenta è investito del titolo di Cavaliere di croce d'oro dell'Ordine del Salvatore, di ufficiale dell'Ordine equestre al merito civile e dell'Ordine dei Santi Maurizio e Lazzaro. Negli anni quaranta diventa anche socio dell'Accademia della Crusca.
Muore a Torino l'8 marzo 1859. Parte della sua collezione ornitologica è oggi conservata presso il Museo civico di storia naturale di Carmagnola.

## Omaggi
- A Torino la via a lui dedicata si trova vicino a San Donato; anche Carmagnola ha dedicato una sua via a Giacinto Carena e la casa natale, in via Valobra, è indicata da targa posta a sua memoria dai nipoti.

## Onorificenze

### Onorificenze sabaude
- Cavaliere dell'Ordine dei Santi Maurizio e Lazzaro

- Cavaliere Ufficiale dell'Ordine dei Santi Maurizio e Lazzaro

- Cavaliere dell'Ordine Civile di Savoia

- Cavaliere dell'Ordine di San Salvatore di Grecia

## Scritti e opere
- 1804: Précis d'expériences sur la force des Métaux, des bois, des fils de soie, de laine, etc., in «Bibliothèque italienne», XII, Torino.
- 1804: Expériences pour l'examen des deux principales théories de l'electromoteur de Volta, in «Bibliothèque italienne», XII, Torino.
- 1809-1810: Description d'un instrument propre à indiquer et à mésurer l'inclinaison des vents à l'horizon, in «Mémories de l'Académie des sciences de Turin», XVIII, 2, Torino.
- 1811-1812: Description d'un nouveau baromètre pour le aeronautes, in «Mémories de l'Académie des sciences de Turin», XX, 1, Torino.
- 1820-1822: Monographie du genre Hirudo, ou description des espèces de sangsues qui se trouvent, ou qui sont en usage en Piémont, Torino.
- 1831: Osservazioni intorno ai vocabolarii della lingua italiana, specialmente per quella parte che ragguarda alle definizioni delle cose concernenti alle scienze naturali, Torino.
- 1846: Prontuario di vocaboli attenenti a parecchie arti, ad alcuni mestieri, a cose domestiche e altre di uso comune; per saggio di un Vocabolario metodico della lingua italiana, Parte prima, Vocabolario domestico, Torino, Stabilimento tipografico Fontana.
- 1853: Prontuario di vocaboli attenenti a parecchie arti, ad alcuni mestieri, a cose domestiche e altre di uso comune, per saggio di un Vocabolario metodico della lingua italiana, Parte seconda, Vocabolario metodico d'arti e mestieri, Torino, Stamperia Reale.
- 1860: Parte Postuma contenente il vocabolario dei veicoli su terra, e dei veicoli su acqua, e frammenti relativi ai vocaboli mercantili, alla Zecca, ed al cavalcare / di Giacinto Carena, a cura di A. Peyron, Torino, Stamperia Reale